# Румянцев, Александр Вадимович
Алекса́ндр Вади́мович Румя́нцев (род. 5 декабря 1986 года в Архангельске) — российский конькобежец, 2-кратный бронзовый призёр чемпионатов мира, 3-кратный серебряный призёр чемпионатов Европы, 9-кратный чемпион и 18-кратный призёр чемпионата России. Заслуженный мастер спорта России (2021), заслуженный мастер спорта международного класса. Выступал за ГСУ ЦСП Архангельской области.

## Биография
Александр Румянцев начал кататься на коньках в возрасте 11-ти лет, когда его мама Елена Валерьевна привела в конькобежную секцию в ДЮСШ №4 города Архангельска к тренеру Татьяне Сютковской. Так Саша начал тренироваться у Татьяны Сютковской и её мужа Владимира на  открытом катке «Динамо» . Сначала было очень тяжело, потому что они жили в деревянном доме без удобств, и когда он приходил домой после тренировок, его родители грели воду в тазике и отогревали его. В 14 лет хотел бросить спорт, но мама переубедила, а в 16 лет ему купили первые откидные коньки. 
С 2005 года Александр участвовал на юниорских чемпионатах России, а с 2007 уже на взрослом уровне. В сезоне 2007/08 дебютировал на Кубке мира в дивизионе "В" и на чемпионате России 2008 года выиграл бронзовую медаль на дистанции 10 000 м. Через год на чемпионате России стал 3-м в сумме многоборья и 2-м в забеге на 10 000 м и дебютировал на чемпионате мира в классическом многоборье в Хамаре, где стал 22-м. Также участвовал на зимней Универсиаде в Харбине, где занял лучшее 7-е место в забеге на 5000 м.
В январе 2010 года Румянцев дебютировал на чемпионате Европы в Хамаре и занял там 20-е место в сумме многоборья. Через месяц на зимних Олимпийских играх в Ванкувере (Канада) участвовал на дистанциях 5000 и 10000 метров. В забеге на 5000 метров при переходе дорожки помешал своему сопернику по забегу — поляку Славомиру Хмуре, за что был дисквалифицирован. На дистанции 10000 метров финишировал на 13-м месте.
В сезоне 2010/11 вместе с партнёрами выиграл командную гонку на этапе Кубка мира в Москве. После этого на чемпионате мира на отдельных дистанциях занял 15-е место в забеге на 10 000 м и 6-е в командной гонке. В марте на чемпионате России стал первым на дистанции 10 000 м и 2-м на 5000 м, он также повторил этот результат с 2013 по 2015 год. В 2013 году на чемпионате мира на отдельных дистанциях в Сочи стал 9-м на дистанции 10 000 м и 13-е на 5000 м. 
В феврале 2014 года на зимних Олимпийских играх в Сочи Румянцев занял 11-е место на дистанции 5000 м и 6-е в командной гонке. На 6-м этапе Кубка мира 2013/2014 занял третье место. В сезоне 2014/15 на Кубке мира был 2-м на дистанции 5000 м, 3-м на 10 000 м и в командной гонке, а на чемпионате мира на отдельных дистанциях в Херенвене занял 5-е место в забеге на 10 000 м и 10-е на 5000 м.
Через год на очередном чемпионате мира в Коломне стал 6-м в командной гонке. На чемпионате России впервые за 4 года остался без золота, заняв 2-е место в беге на 10 000 м и 3-е на 5000 м, а в марте 2017 года занял 2-е место в классическом многоборье. 

### Дисквалификация
24 ноября 2017 года решением Международного олимпийского комитета за нарушение антидопинговых правил были аннулированы все результаты Александра с Олимпийских игр 2014 года в Сочи, и он пожизненно отстранён от участия в Олимпийских играх. Однако 1 февраля 2018 года CAS отменил решение МОК и, таким образом, пожизненное отстранение было снято, а все результаты на Играх в Сочи восстановлены. 

### Карьера после ...
После дисквалификации Александр выиграл декабрьский чемпионат России в забегах на 5000 м и 10 000 м и повторил этот результат в 2019 году. В январе 2018 года на чемпионате Европы в Коломне он выиграл две серебряные медали на дистанции 5000 м и в командной гонке. В марте на этапе Кубка мира в Минске занял 2-е место на дистанции 5000 м. Сезон 2018/19 он начал с победы в командной гонке и 2-го места в забеге на 5000 м на Кубке мира в Обихиро, на 3-м этапе в Польше стал 2-м на 10 000 м и 3-м в командной гонке и на 5-м этапе Хамаре был 2-м на 5000 м.
На чемпионате мира в Инцелле выиграл бронзовую медаль в командной гонке, стал 4-м в забеге на 5000 м и 5-м на 10 000 м. В сезоне 2019/20 на этапах Кубка мира выиграл одно золото и две бронзы в командной гонке, а также бронзу в беге на 5000 м. На чемпионате Европы в Херенвене завоевал серебро в командной гонке и занял 7-е место в забеге на 5000 м. Он был дисквалифицирован на чемпионате мира в Солт-Лейк-Сити в забеге на 10 000 м. 
В ноябре 2020 года Румянцев на чемпионате России стал 2-м на дистанции 10 000 м и 3-м на 5000 м. Из-за пандемии коронавируса сезон был короткий, поэтому он участвовал только на чемпионате мира в Херенвене и выиграл бронзовую медаль на дистанции 10 000 м. Чемпионат России стал для Александра золотым в забеге на 10 000 м и бронзовым на 5000 м. В январе 2022 года на чемпионате Европы в Херенвене занял 8-е место в беге на 5000 м. В феврале на зимних Олимпийских играх в Пекине  занял 5-е место на дистанции 10 000 м и 6-е на 5000 м.
В сезоне 2022/23 Румянцев начал тренироваться в Китае, планировал приехать на чемпионат России, но на велотренировке травмировался, возникли в связи с этим определенные проблемы. В мае 2023 года он официально завершил карьеру спортсмена и стал тренером сборной Китая.
| Год  | Чемпионат Европы многоборье | Чемпионат Европы на отдельных дистанциях | Чемпионат мира многоборье | Чемпионат мира на отдельных дистанциях    | Олимпийские игры              | Кубок мира                  |
| ---- | --------------------------- | ---------------------------------------- | ------------------------- | ----------------------------------------- | ----------------------------- | --------------------------- |
| 2009 |                             |                                          | 22e (21e, 21e, 23e, -)    |                                           |                               |                             |
| 2010 | 20e (26e, 12e, 21e, -)      |                                          |                           |                                           | DQ 5000 м 13e 10000 м         |                             |
| 2011 |                             |                                          |                           | 15e 10 000 м 6e командная гонка           |                               |                             |
| 2012 |                             |                                          |                           |                                           |                               |                             |
| 2013 |                             |                                          |                           | 13e 5000 м 9e 10 000 м                    |                               |                             |
| 2014 |                             |                                          |                           |                                           | 11e 5000 м 6e командная гонка | 8е 5000 м                   |
| 2015 |                             |                                          |                           | 10e 5000 м 5e 10 000 м                    |                               | 5e 5000 м                   |
| 2016 |                             |                                          |                           | 6e командная гонка                        |                               |                             |
| 2017 |                             |                                          |                           |                                           |                               |                             |
| 2018 |                             | 5000 м · командная гонка                 |                           |                                           |                               | 5e 5000 м                   |
| 2019 |                             |                                          |                           | 4e 5000 м · 5e 10 000 м · командная гонка |                               | 5000 м · командная гонка    |
| 2020 |                             | 7e 5000 м · командная гонка              |                           | DNF 5000 м                                |                               | 5e 5000 м · командная гонка |
| 2021 |                             |                                          |                           | 10 000 м                                  |                               |                             |
| 2022 |                             | 8e 5000 м                                |                           |                                           | 6е 5000 м 5е 10000 м          |                             |

- (500 м, 5000 м, 1500 м, 10 000 м), для юниоров (500 м, 3000 м, 1500 м, 5000 м)
- NC = не отобрался на заключительную дистанцию
- DNF = не закончил дистанцию

## Личная жизнь и семья
Александр Румянцев окончил Северный (Арктический) федеральный университет в Архангельске по специальности физическое воспитание. Он женат: жена Евгения, сыновья Арсений и Савелий. Увлекается рыбалкой, путешествиями, походами в кино и театр, чтением, любит посещать русскую баню.